# Крейц, Генрих
Генрих Карл Фридрих Крейц (8 сентября 1854 — 13 июля 1907) — немецкий астроном, известный в основном по исследованию орбит некоторых околосолнечных комет и подтверждению гипотезы, что они являются частями одной большой кометы, разрушившейся несколько сотен лет назад. Это семейство теперь носит его имя; среди этих комет — самые яркие из наблюдавшихся в последнем тысячелетии.
Генрих Крейц родился в Зигене в 1854 году. Получил докторскую степень в университете Бонна в 1880. В 1882 он переехал в Киль, поступив на работу в местные обсерваторию и университет. В 1896 году он стал редактором «Astronomische Nachrichten», главного астрономического журнала того времени, и проработал на этой должности до своей смерти в 1907 году.
В его часть назван обнаруженный в 1981 году астероид (3635) Крейц.